# Chopda
Chopda é uma cidade  no distrito de Jalgaon, no estado indiano de Maharashtra.

## Geografia
Chopda está localizada a 21° 15′ N, 75° 18′ L. Tem uma altitude média de 190 metros (623 pés).

## Demografia
Segundo o censo de 2001, Chopda tinha uma população de 60,865 habitantes. Os indivíduos do sexo masculino constituem 52% da população e os do sexo feminino 48%. Chopda tem uma taxa de literacia de 67%, superior à média nacional de 59.5%; a literacia no sexo masculino é de 74% e no sexo feminino é de 59%. 13% da população está abaixo dos 6 anos de idade.